# ورزشگاه اولوی
ورزشگاه اولوی (سوئدی: Ullevi) یک باشگاه فوتبال در شهر گوتنبورگ، سوئد است.
این ورزشگاه که در ۲۹ مه ۱۹۵۸ تأسیس شده‌است دارای ۴۳٬۰۰۰ نفر ظرفیت می‌باشد و میزبان مسابقاتی همچون جام جهانی فوتبال ۱۹۵۸، مسابقات جهانی دو و میدانی ۱۹۹۵ و مسابقات قهرمانی دو و میدانی اروپا ۲۰۰۶ بوده‌است.

## نگارخانه

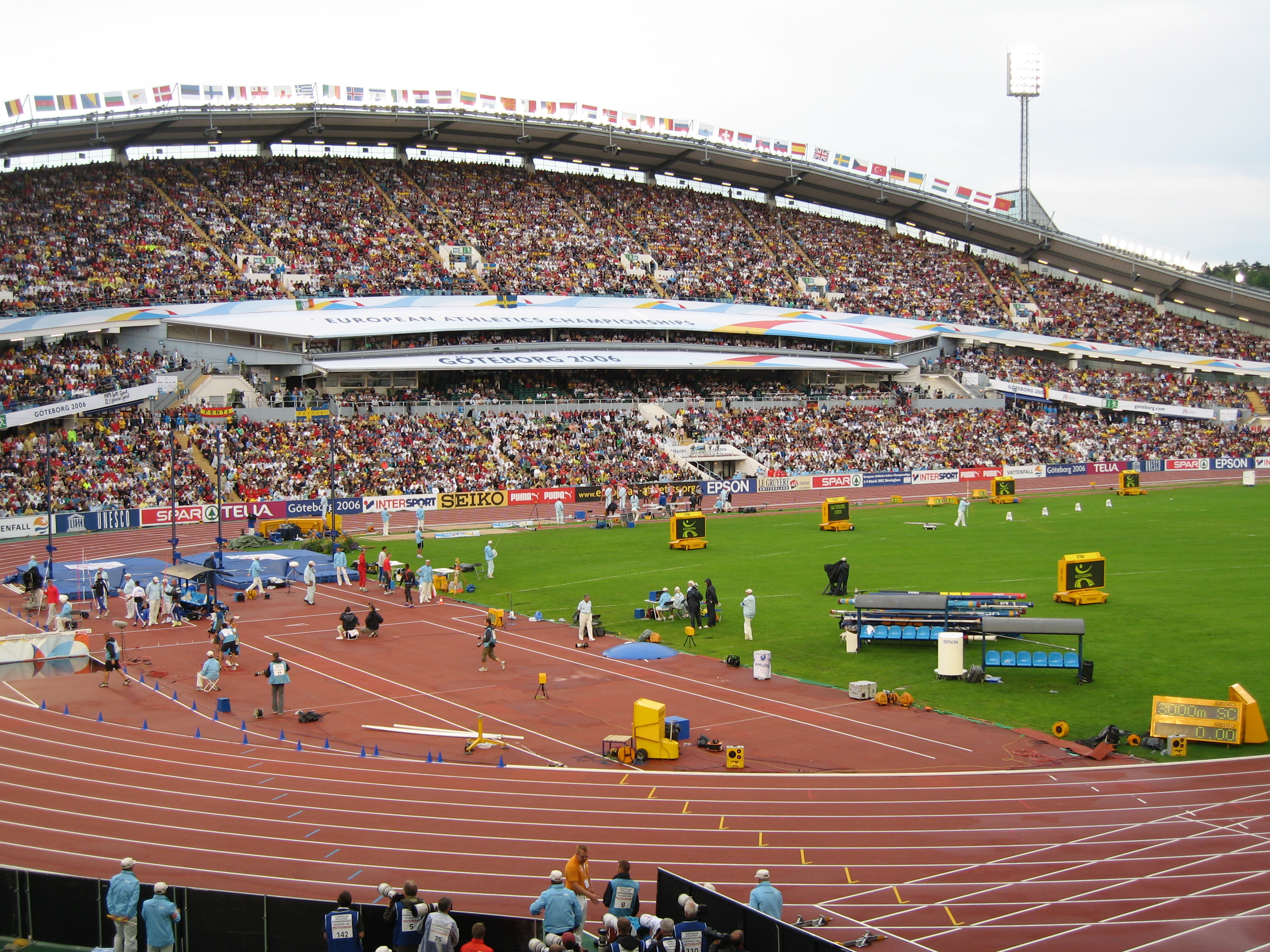
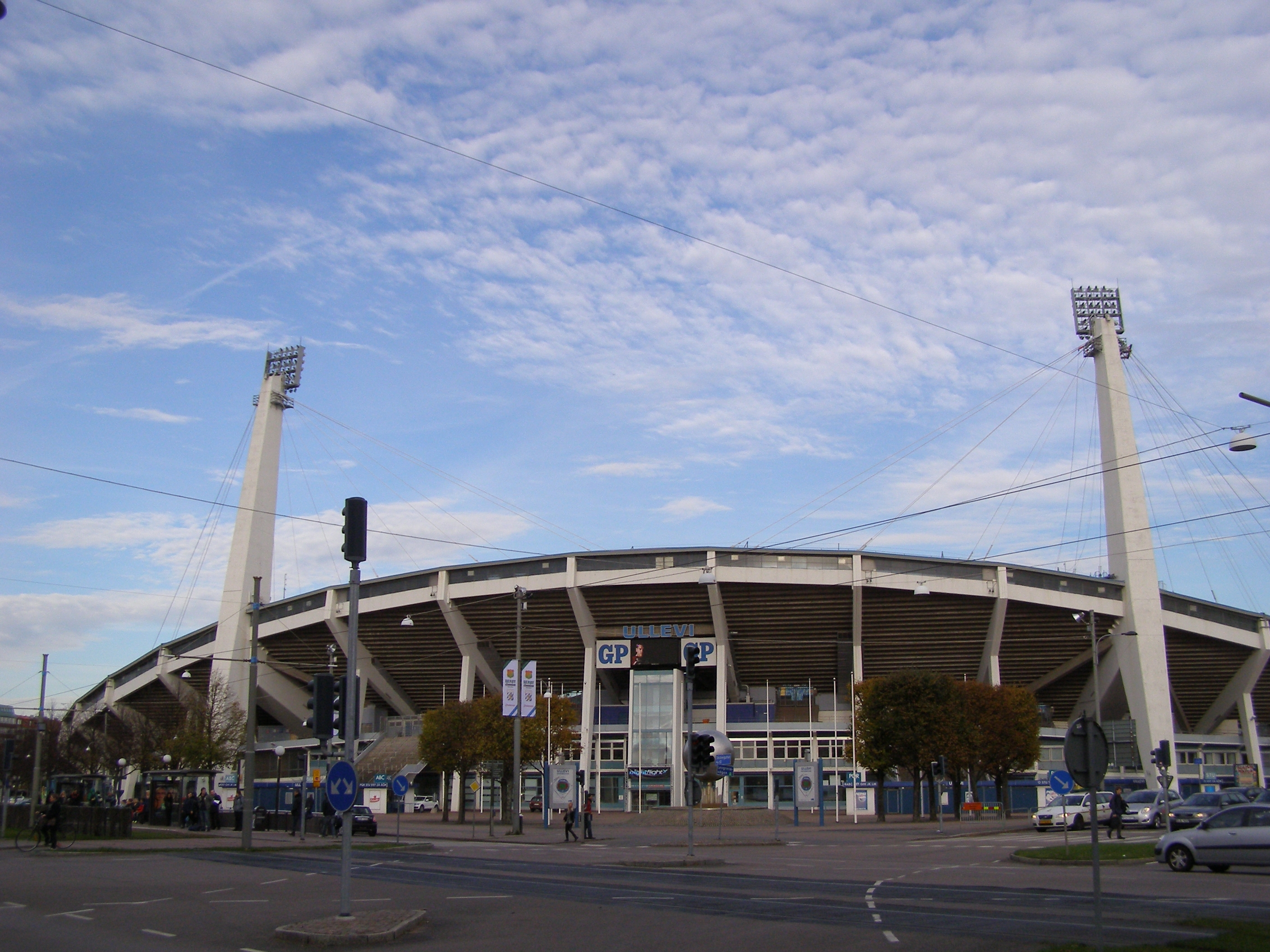
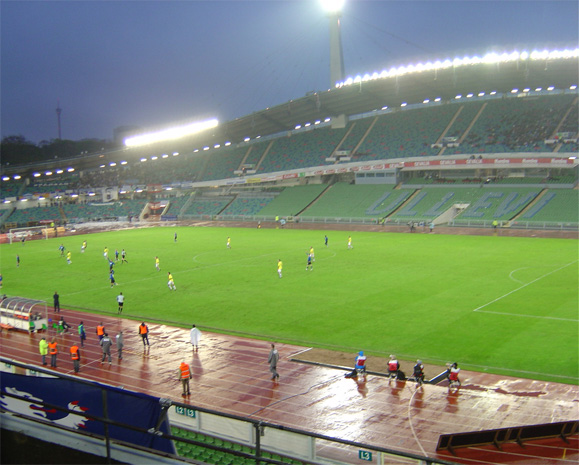
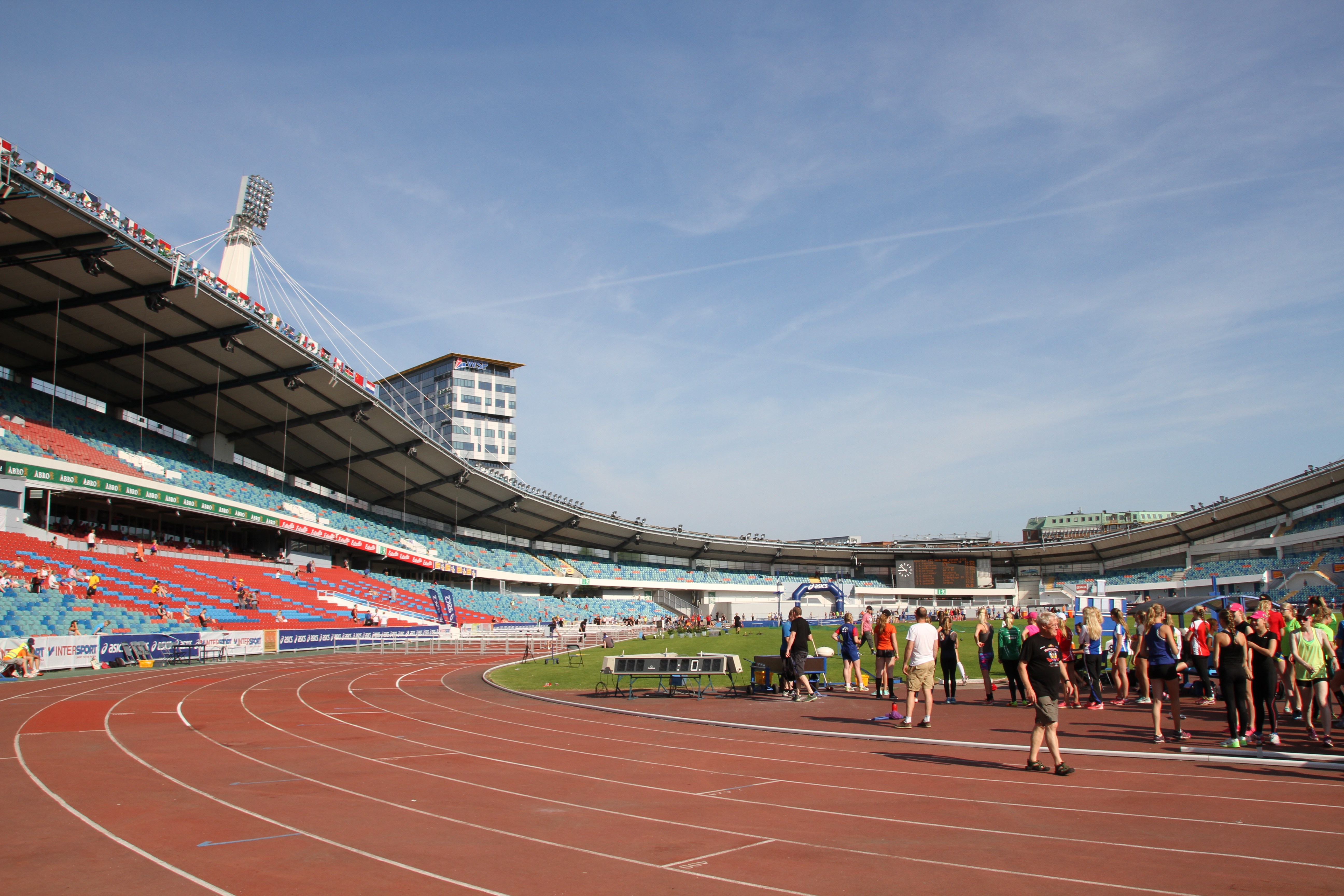
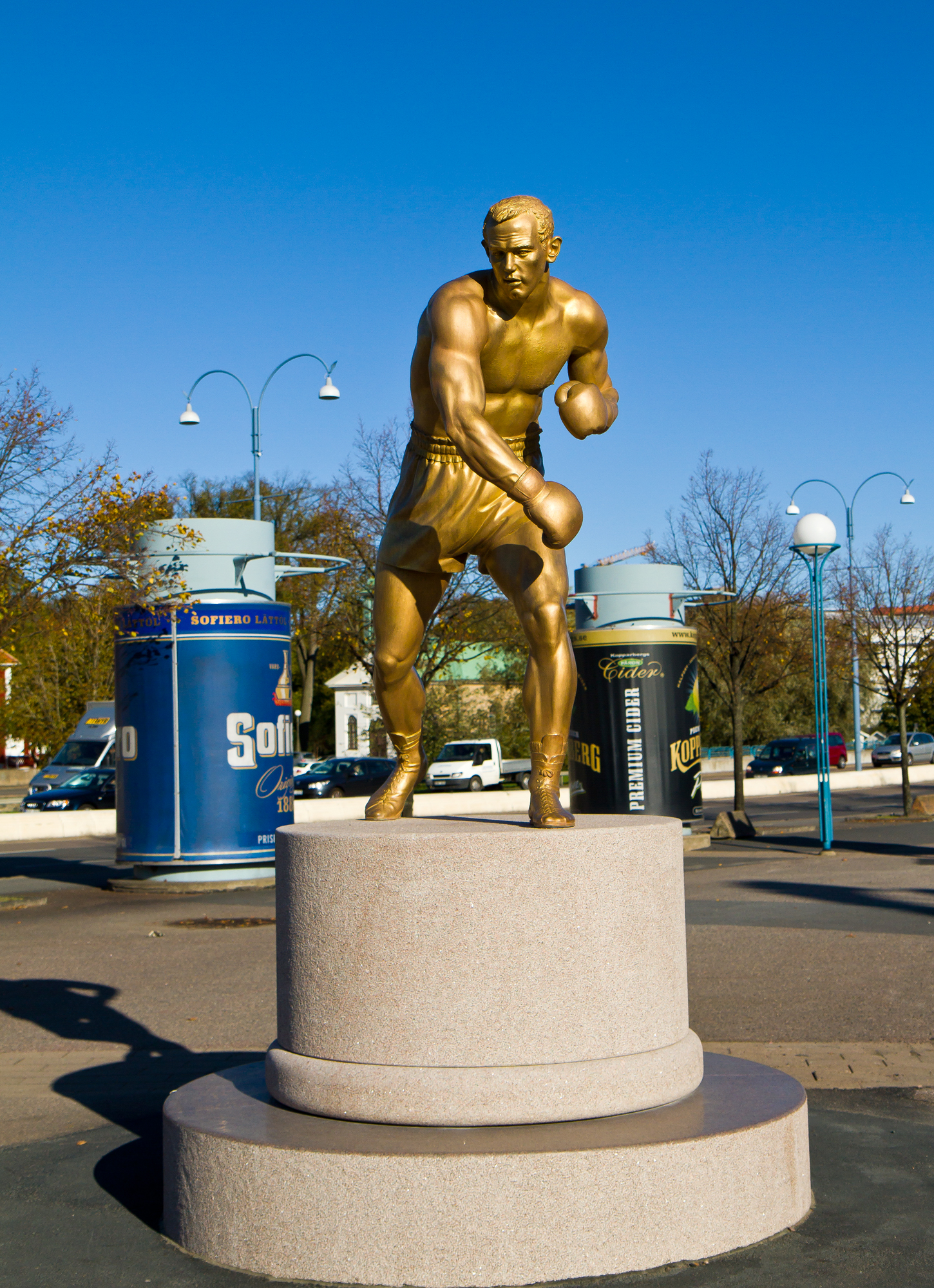